# Barklya
Barklya é um género botânico pertencente à família Fabaceae...